# Становский сельский округ
Становский сельский округ (каз. Становое ауылдық округі) — административная единица в составе Мамлютского района Северо-Казахстанской области Казахстана. Административный центр — село Афонькино. Аким сельского округа — Осикова Анжелика Александровна.
Население — 939 человек (2009, 1569 в 1999, 1619 в 1989).
В сельском округе имеется школа, мини-центр для детей дошкольного возраста, досуговый центр, библиотека, 3 медицинских пункта.
В округе работают 4 товарищества с ограниченной ответственностью, 3 фермерских хозяйства, 10 крестьянских хозяйств, 9 субъектов малого и среднего бизнеса.
Станционный поселок Остановочный пункт 2574 км и село Пробуждение были ликвидированы в 2014 году. Остановочный пункт Орленок упразднен в 2017 году.

## Состав
В состав округа входят такие населенные пункты:
| Населенный пункт                                | Население, человек (1989) | Население, человек (1999) | Население, человек (2009) |
| ----------------------------------------------- | ------------------------- | ------------------------- | ------------------------- |
| Афонькино, село                                 | 904                       | 829                       | 598                       |
| Новоукраинка, село                              | 287                       | 282                       | 215                       |
| Пробуждение, село                               | 218                       | 181                       | 32                        |
| Орел, село                                      | 171                       | 227                       | 88                        |
| Остановочный пункт 2574 км, станционный поселок | 13                        | 11                        | -                         |
| Остановочный пункт Орленок, станционный поселок | 26                        | 38                        | 6                         |